# Michael Anderson (Regisseur)
Michael Joseph Anderson (* 30. Januar 1920 in London, England; † 25. April 2018 in Vancouver, Kanada) war ein britischer Filmregisseur.

## Leben und Karriere
Michael Anderson wurde als Sohn der Schauspieler Lawrence (1893–1939) und Beatrice Anderson (1893–1977) in London geboren. Er folgte kurzzeitig seinen Eltern in deren Beruf und trat als Schauspieler in zwei Filmen auf. Parallel begann er bereits ab den späten 1930er-Jahren als Produktionsassistent und Assistenzregisseur zu arbeiten. Im Zweiten Weltkrieg diente Anderson beim Royal Corps of Signals. Nachdem er breite Erfahrung als Assistenzregisseur gesammelt hatte, gab er 1949 gemeinsam mit seinem Freund Peter Ustinov bei der Komödie Private Angelo sein Regiedebüt. Anschließend konnte er sich als Regisseur von B-Filmen etablieren, bis zur Mitte der 1950er Jahre blieben seine Arbeiten eher unbedeutend.
1955 erreichte Anderson ein breiteres Publikum mit dem Kriegsdrama Mai 1943 – Die Zerstörung der Talsperren, welches der kommerziell erfolgreichste Film dieses Jahres in Großbritannien war. Hier mischte er bereits erfolgreich dramatische Szenen mit Spezialeffekten, was zu einem seiner Markenzeichen wurde. Seinen internationalen Durchbruch hatte er 1956 mit In 80 Tagen um die Welt nach Jules Verne. Der mit einem großen Staraufgebot inszenierte Film war für acht Oscars nominiert und erhielt fünf Auszeichnungen (darunter in der Kategorie Bester Film), den Regie-Oscar erhielt jedoch George Stevens für Giganten. Im selben Jahr erregte Anderson außerdem Aufmerksamkeit mit Neunzehnhundertvierundachtzig, seiner Verfilmung des gleichnamigen Romans von George Orwell.
In den folgenden zwei Jahrzehnten wechselte Anderson meist zwischen Filmprojekten in England und den USA. Sehr erfolgreich war er 1976 mit dem Science-Fiction-Film Flucht ins 23. Jahrhundert, der über 50 Millionen US-Dollar einspielte und auch popkulturell Bedeutung erlangte. Weitere bekannte Filme, die unter Andersons Regie entstanden, waren Gary Coopers letzter Film Ein Mann geht seinen Weg von 1961, Geheimaktion Crossbow mit George Peppard und Sophia Loren aus dem Jahr 1965, In den Schuhen des Fischers von 1968 mit Anthony Quinn und die Filmbiografie Die junge Katharina (1991) mit Julia Ormond in der Titelrolle. Seine letzte Arbeit war 1999 die deutsch-britisch-luxemburgische Koproduktion Die neuen Abenteuer des Pinocchio.
Andersons Sohn Michael Anderson Jr. aus erster Ehe ist ein britischer Schauspieler in Film und Fernsehen. Der Regisseur war seit 1977 in dritter Ehe mit der Schauspielerin Adrienne Ellis verheiratet, dadurch war seine Stieftochter die Schauspielerin Laurie Holden. Anderson starb im April 2018 im Alter von 98 Jahren im kanadischen Vancouver.

## Filmografie
Als Schauspieler
- 1938: Housemaster
- 1942: In Which We Serve

Als Regisseur
- 1949: Private Angelo
- 1950: Schicksal zwischen Ebbe und Flut (Waterfront)
- 1951: Hell Is Sold Out
- 1951: Die Nacht war unser Freund (Night Was Our Friend)
- 1953: Hypnose gefällig…? (Will Any Gentleman…?)
- 1953: The House of the Arrow
- 1955: Mai 1943 – Die Zerstörung der Talsperren (The Dam Busters)
- 1956: 1984
- 1956: In 80 Tagen um die Welt (Around the World in Eighty Days)
- 1957: Yangtse-Zwischenfall (Yangtse Incident: The Story of H.M.S. Amethyst)
- 1958: Flüsternde Schatten (Chase a Crooked Shadow)
- 1959: Ein Händedruck des Teufels (Shake Hands with the Devil)
- 1959: Die den Tod nicht fürchten (The Wreck of the Mary Deare)
- 1960: Früchte einer Leidenschaft (All the Fine Young Cannibals)
- 1961: Ein Mann geht seinen Weg (The Naked Edge)
- 1963: Wir warten in Ashiya (Flight from Ashiya)
- 1964: Monsieur Cognac (Wild And Wonderful)
- 1965: Geheimaktion Crossbow (Operation Crossbow)
- 1966: Das Quiller-Memorandum – Gefahr aus dem Dunkel (The Quiller Memorandum)
- 1968: In den Schuhen des Fischers (The Shoes of the Fisherman)
- 1972: Papst Johanna (Pope Joan)
- 1975: Doc Savage – Der Mann aus Bronze (Doc Savage: The Man of Bronze)
- 1975: Die Schande des Regiments (Conduct Unbecoming)
- 1976: Flucht ins 23. Jahrhundert (Logan’s Run)
- 1977: Orca – Der Killerwal (Orca)
- 1978: Schatten um Dominique (Dominique)
- 1980: Die Marschroniken (The Martian Chronicles) (TV-Mini-Serie)
- 1982: Starkstrom (Murder by Phone)
- 1984: Second Time Lucky
- 1986: Gesetz des Terrors (Sword of Gideon)
- 1986: Saison für Seitensprünge (Separate Vacations)
- 1989: Der Laden des Goldschmieds (La bottega dell’orefice)
- 1989: Millennium – Die 4. Dimension (Millennium)
- 1991: Die junge Katharina (Young Catherine)
- 1992: Scales of Justice (1 Episode: Regina vs Nelles)
- 1993: Der Seewolf (The Sea Wolf)
- 1994: Verloren in Alaska (Rugged Gold)
- 1996: Harvey und der Käpt’n (Captains Courageous)
- 1997: 20.000 Meilen unter dem Meer (20,000 Leagues Under the Sea)
- 1998: Jay und die Affenbande (Summer of the Monkeys)
- 1999: Die neuen Abenteuer des Pinocchio (The New Adventures of Pinocchio)